# 伊宁陕西大寺
陕西大寺，位于新疆维吾尔自治区伊犁哈萨克自治州伊宁市新华东路南侧，是回族的清真寺。

## 历史
陕西大寺，又名宁固寺、回族大寺、凤凰寺、坑坑寺、宁远寺。始建于清朝乾隆十六年（1751年）。是伊犁最早落成的清真寺之一，也是清朝伊犁九城中最大的伊斯兰教清真寺。
原名“宁固寺”，因当时教徒多来自宁夏固原而得名。此外，该寺还有诸多名字，例如“凤凰寺”，因为18世纪起，该寺周围先后建起维吾尔族、乌孜别克族、塔塔尔族人的清真寺，几座清真寺构成的图形很像一只凤凰。因为来该寺做礼拜的多是来自宁夏、陕西等地的回族穆斯林，当年该寺执教人陈其周、马良骏、马玉林都是回族，故该寺又称回族大寺、陕西大寺。
2010年，伊宁市启动了保护维修陕西大寺工程。
如今，陕西大寺不仅是宗教活动场所，还成为旅游景点，有导游在此为游客服务。

## 建筑
陕西大寺仿照陕西西安化觉巷清真寺修建，原来建筑面积大约6000平方米，现存3000余平方米。建筑采用内地古典宫殿式建筑风格，兼有阿拉伯伊斯兰教风格。寺内有三棵巨大的桑榆树，都是古树。清真寺分为四个部分：山门、殿堂、廊阁式讲经堂、陪殿。
- 山门：陕西大寺前有山门、正门，两侧有双重八字影壁以及门楼。其后是礼拜殿。[2]
- 礼拜殿：陕西大寺以礼拜殿为主体建筑。礼拜殿采用中国传统建筑风格，分为外殿、中殿、里殿，礼拜殿前后两侧分别有卷棚、走廊，礼拜殿的三个屋顶为勾连搭结构，里殿外形为四层八角攒尖亭式建筑。[3]礼拜殿供讲经和礼拜用，共有600余平方米，可供千人同时礼拜。[2]